# Baeotis capreolus
Baeotis capreolus är en fjärilsart som beskrevs av Hans Ferdinand Emil Julius Stichel 1910. Baeotis capreolus ingår i släktet Baeotis och familjen Riodinidae. Inga underarter finns listade i Catalogue of Life.